# Mbesa
 (mai 2022).
Mbesa  (ou Mbessa) est une localité du Cameroun située dans le département du Boyo et la Région du Nord-Ouest, à proximité de la frontière avec le Nigeria. Il fait partie de la commune de Belo.

## Population
Lors du recensement de 2005, 10 391 habitants y ont été dénombrés.

## Personnalités liées à Mbesa
- Nsah Mala, écrivain, auteur de littérature jeunesse et poète.
- Nic Jience, artiste, auteur de chansons et producteur exécutif.